# 但馬国
但馬国（たじまのくに、古文書では「儋馬國」と表記）は、かつて日本の地方行政区分だった令制国の一つ。山陰道に属する。

## 「但馬」の名称
『古事記』には「多遅摩国」と記載される。但馬の歴史的仮名遣いは「たぢま」。

## 領域
明治維新の直前の領域は現在以下のようになっている。太字の自治体及び郡は全域が、通常体は一部が国土にあたる。
- 兵庫県
  - 豊岡市
  - 養父市
  - 朝来市（生野町真弓・生野町川尻・生野町栃原および生野町口銀谷の一部は播磨国） - 生野は古来より播磨国と但馬国を結ぶ交通の要衝であった。現在の生野は但馬地域に含まれるが、古代の生野は播磨国の神崎郡または神西郡に属し、両国の国境は現在の生野市街地の北、市川水系と円山川水系の分水界に沿っていた。
  - 美方郡

当該地域の2010年国勢調査による人口は17万9530人（男8万5568人/女9万3962人）、世帯数は6万1880世帯、面積は2099.01km2、人口密度は85.5人/km2。

## 沿革
のちに但馬国となる地域には以下の2つの国造が置かれていた。
- 但遅麻国造（たじまのくにのみやつこ、たじまこくぞう） ⋯⋯ のちの但馬国東部にあたる地域（のちの朝来郡・養父郡周辺にあたる[2]）を支配した。氏族は但馬氏。『先代旧事本紀』「国造本紀」によれば第13代成務天皇の代に竹野君同祖の彦坐王（第9代開化天皇皇子）の五世孫である船穂足尼を国造に定めたという。
- 二方国造（ふたかたのくにのみやつこ、ふたかたこくぞう） ⋯⋯ のちの但馬国西部にあたる地域を支配した。但馬国には二方郡の名が残り、明治29年（1896年）七美郡と二方郡の地域をもって発足した美方郡の現在の郡域（香美町・新温泉町）の周辺が二方国造の支配地域である[3]。『先代旧事本紀』「国造本紀」によれば但遅麻国造と同じ成務天皇朝に出雲国造同祖の遷狛一奴命の孫である美尼布命を国造に定めたという。

こののち、のちの丹波国・丹後国・但馬国の3国にあたる地域は丹波国造の支配地域である丹波国となった。但馬国は7世紀後半に丹波国より8郡を分割して成立したとする説もあるが確証はない。『日本書紀』天武天皇4年（675年）条に国名がみえるので、この頃成立したと推定されている。

### 近世以降の沿革
- 「旧高旧領取調帳データベース」に記載されている明治初年時点での支配は以下の通り[注釈 1]（620村・144,312石余）。太字は当該郡内に藩庁が所在。国名のあるものは飛地領。
  - 朝来郡（90村・20,739石余） - 幕府領（生野代官所）、丹波篠山藩
  - 養父郡（100村・23,692石余） - 幕府領（生野代官所）、旗本領、出石藩
  - 二方郡（54村・9,840石余） - 幕府領（久美浜代官所）、豊岡藩
  - 七美郡（70村・8,783石余） - 旗本領（交代寄合山名氏）
  - 気多郡（75村・19,959石余） - 幕府領（生野代官所）、旗本領、出石藩
  - 城崎郡（79村・21,660石余） - 幕府領（久美浜代官所）、豊岡藩
  - 美含郡（72村・11,628石余） - 幕府領（久美浜代官所）、出石藩
  - 出石郡（80村・28,007石余） - 幕府領（生野代官所）、出石藩
- 慶応4年
  - 4月19日（1868年5月11日） - 生野代官所の管轄地域が府中裁判所の管轄となる。
  - 閏4月28日（1868年6月18日） - 久美浜代官所の管轄地域が久美浜県の管轄となる。
  - 6月20日（1868年8月8日） - 交代寄合山名氏が立藩して村岡藩となる。
  - 7月29日（1868年9月15日） - 府中裁判所の管轄地域が久美浜県の管轄となる。
- 明治2年
  - 8月10日（1869年9月15日） - 朝来郡の久美浜県の管轄地域が生野県の管轄となる。
  - 旗本領が久美浜県の管轄となる。
- 明治4年
  - 7月14日（1871年8月29日） - 廃藩置県により、藩領が出石県、豊岡県、村岡県および篠山県の飛地となる。
  - 11月2日（1871年12月13日） - 第1次府県統合により、全域が豊岡県の管轄となる。
- 明治9年（1876年）8月21日 - 第2次府県統合により兵庫県の管轄となる。

## 国内の施設

### 国府

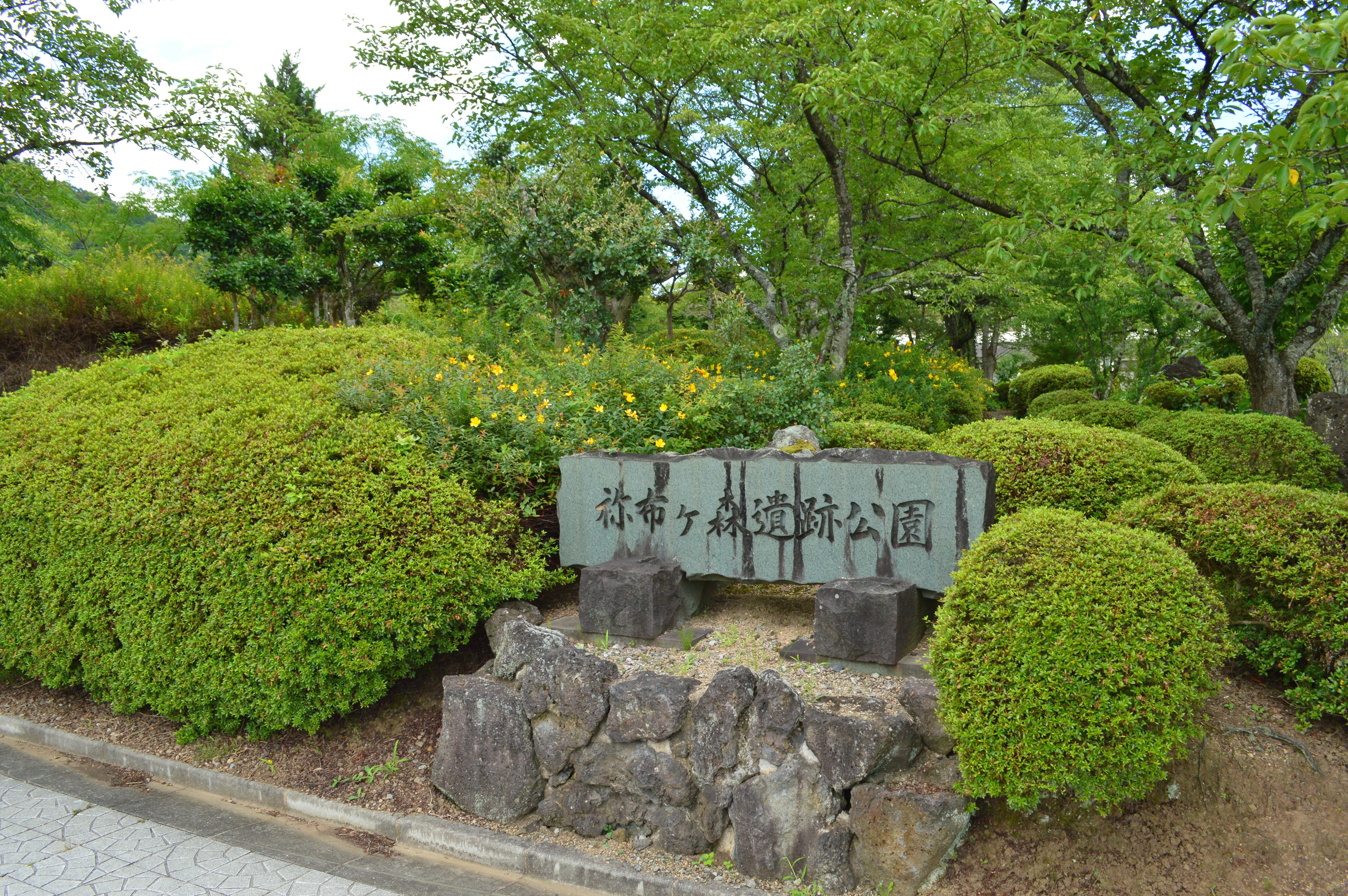
祢布ヶ森遺跡
（兵庫県豊岡市）

『和名抄』および『拾芥抄』によると、国府は気多郡にあった。
初期の国府の所在地には、豊岡市出石町の袴狭（はかざ）遺跡とする説、気多郡（現在の豊岡市日高町）内とする説があるが、明らかでない。『日本後紀』によると、延暦23年（804年）に気多郡高田郷に国府が移されたという。豊岡市役所日高振興局（旧日高町役場）の付近で発掘された祢布ヶ森遺跡（豊岡市日高町祢布）がこれに比定される（北緯35度28分11.02秒 東経134度46分14.78秒 / 北緯35.4697278度 東経134.7707722度）。

### 国分寺・国分尼寺

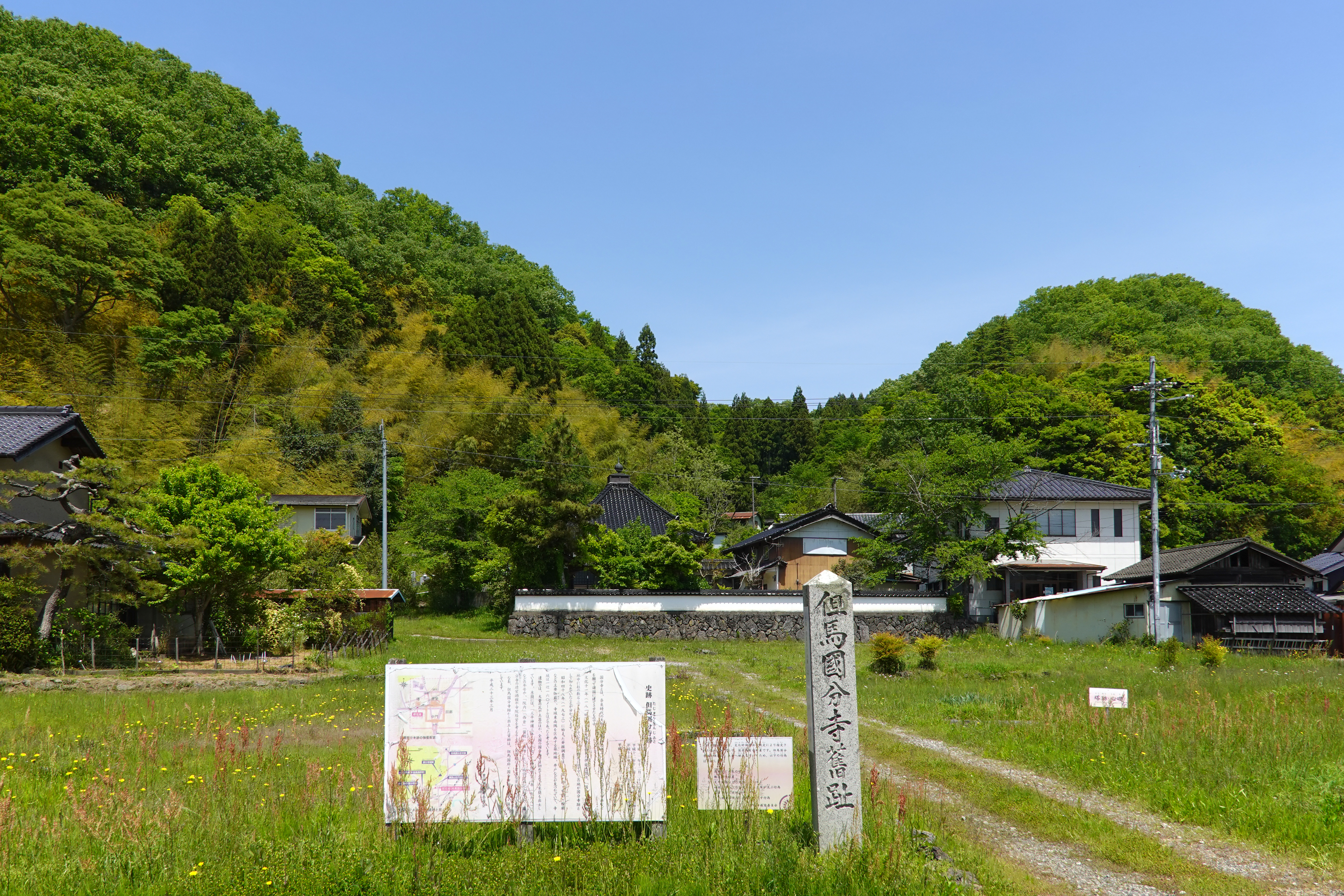
但馬国分寺跡 石碑
（兵庫県豊岡市）

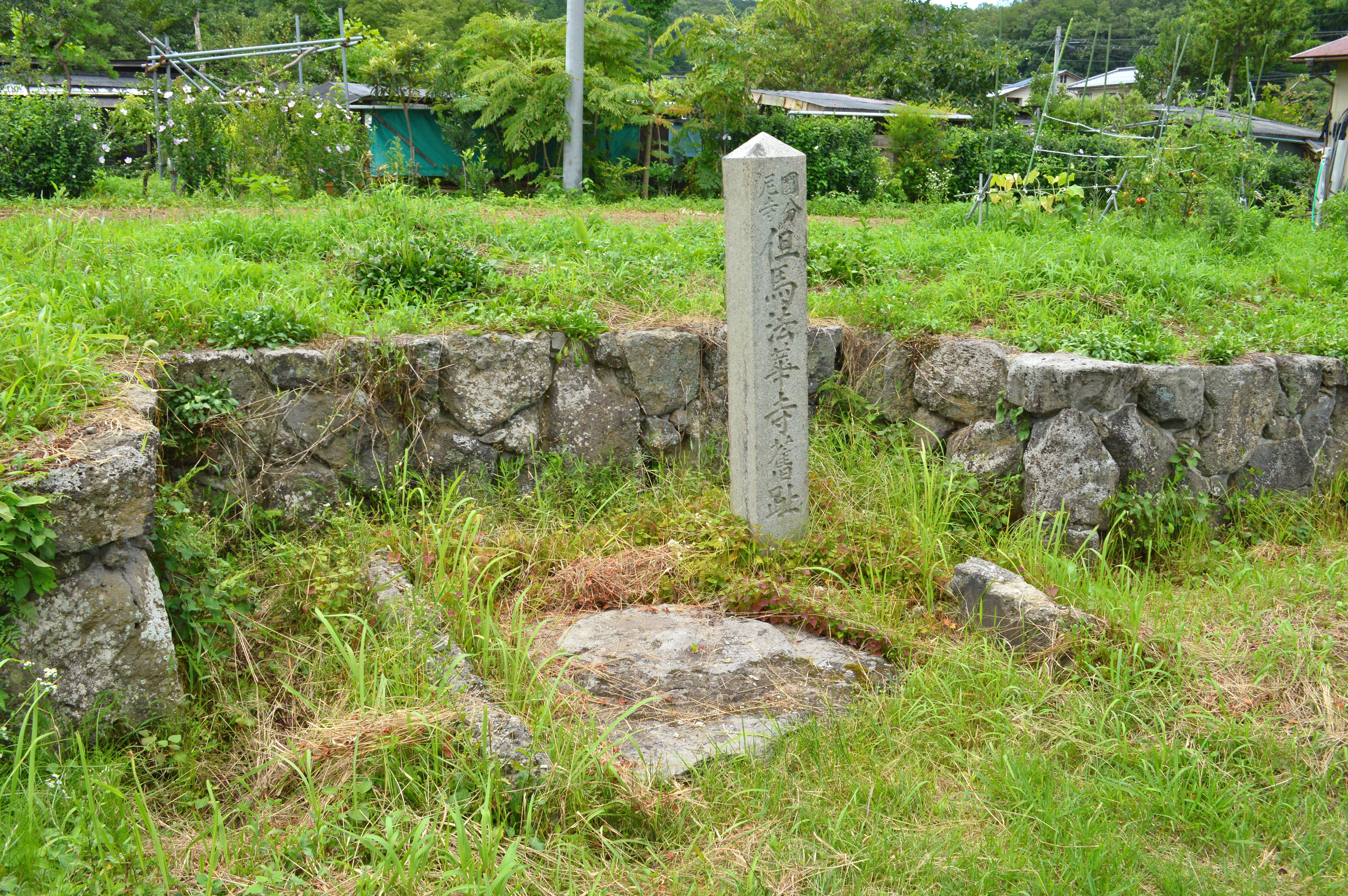
但馬国分尼寺跡 石碑
（兵庫県豊岡市）

- 但馬国分寺跡（豊岡市日高町国分寺、北緯35度28分18.90秒 東経134度46分25.58秒 / 北緯35.4719167度 東経134.7737722度）
国の史跡。寺域は1町半（約160メートル）四方。伽藍遺構として金堂・回廊・塔・中門、また寺域を示す築地の雨落溝の一部が確認され、その溝からは36点の木簡が出土している。跡地付近にある護国山国分寺（豊岡市日高町国分寺、北緯35度28分20.83秒 東経134度46分23.36秒 / 北緯35.4724528度 東経134.7731556度）が法燈を伝承する。
- 但馬国分尼寺跡（豊岡市日高町水上・山本、北緯35度28分48.98秒 東経134度46分33.78秒 / 北緯35.4802722度 東経134.7760500度）
国分寺跡から北方の豊岡市立日高東中学校付近。礎石が伝世され、尼寺の遺構とされる。北方の天台山法華寺（豊岡市日高町山本、北緯35度29分3.68秒 東経134度46分37.82秒 / 北緯35.4843556度 東経134.7771722度）が後継を称する。

### 神社

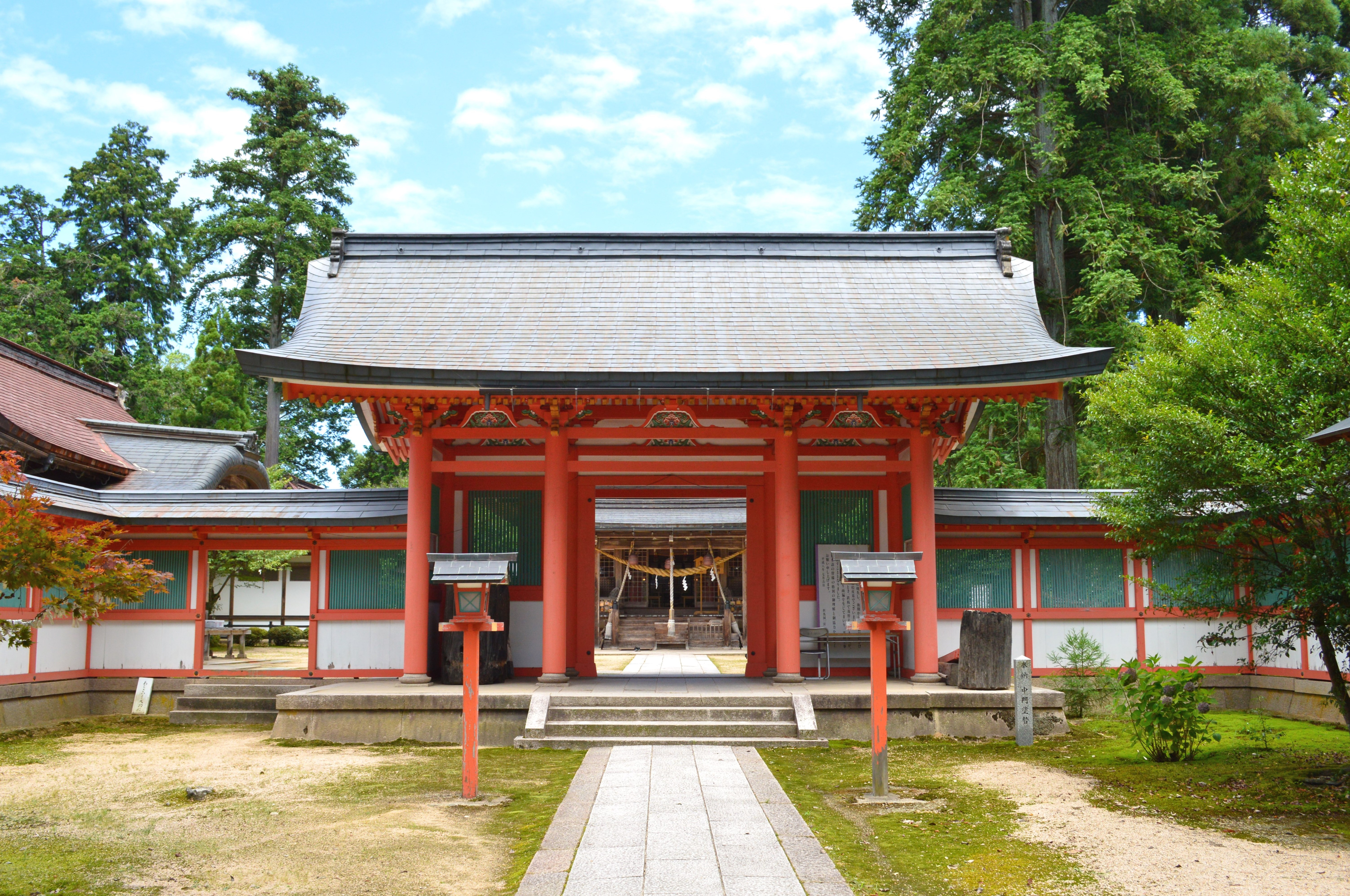
出石神社（兵庫県豊岡市）

延喜式内社
『延喜式神名帳』には、大社18座10社・小社113座106社の計131座116社が記載されている（「但馬国の式内社一覧」参照）。大社10社は以下に示すもので、全て名神大社である。
- 朝来郡 粟鹿神社
  - 比定社：粟鹿神社（朝来市山東町粟鹿）
- 養父郡 夜夫坐神社二座（五座のうち）
  - 比定社：養父神社（養父市養父市場）
- 養父郡 水谷神社
  - 比定社：水谷神社（養父市奥米地）
- 出石郡 伊豆志坐神社八座
  - 比定社：出石神社（豊岡市出石町宮内）
- 出石郡 御出石神社
  - 比定社：御出石神社（豊岡市出石町桐野、北緯35度26分55.88秒 東経134度53分49.67秒 / 北緯35.4488556度 東経134.8971306度）
- 気多郡 山神社
  - 比定社：山神社（豊岡市日高町山宮、北緯35度29分21.49秒 東経134度42分12.24秒 / 北緯35.4893028度 東経134.7034000度）
- 気多郡 戸神社
  - 比定社：戸神社（豊岡市日高町十戸、北緯35度28分38.59秒 東経134度42分36.62秒 / 北緯35.4773861度 東経134.7101722度）
- 気多郡 雷神社
  - 比定社：雷神社（豊岡市佐野、北緯35度30分45.16秒 東経134度48分33.11秒 / 北緯35.5125444度 東経134.8091972度）
- 気多郡 㯮椒神社
  - 比定社：㯮椒神社（豊岡市竹野町椒、北緯35度32分18.50秒 東経134度42分15.26秒 / 北緯35.5384722度 東経134.7042389度）
- 城崎郡 海神社
  - 比定社：海神社（豊岡市小島、北緯35度38分24.53秒 東経134度49分22.05秒 / 北緯35.6401472度 東経134.8227917度）

総社・一宮以下
『中世諸国一宮制の基礎的研究』に基づく一宮以下の一覧。
- 総社：気多神社（豊岡市日高町上郷、北緯35度28分41.38秒 東経134度47分35.68秒 / 北緯35.4781611度 東経134.7932444度）
- 一宮：出石神社（豊岡市出石町宮内、北緯35度28分55.01秒 東経134度52分13.03秒 / 北緯35.4819472度 東経134.8702861度）
- 二宮：粟鹿神社（朝来市山東町粟鹿、北緯35度18分2.66秒 東経134度54分17.40秒 / 北緯35.3007389度 東経134.9048333度）
鎌倉時代の「但馬国大田文」では粟鹿神社を二宮とするが、室町時代の『大日本国一宮記』では粟鹿神社を一宮に挙げる（出石神社は記載なし）。現在は粟鹿神社も但馬国一宮を称し、全国一の宮会に加盟する。
- 三宮：次の2説。
  - 水谷神社（養父市奥米地、北緯35度23分37.68秒 東経134度50分30.08秒 / 北緯35.3938000度 東経134.8416889度）
  - 養父神社（養父市養父市場、北緯35度23分14.83秒 東経134度48分13.79秒 / 北緯35.3874528度 東経134.8038306度）

## 地域

### 郡
- 朝来郡 - 朝来市
- 養父郡 - 養父市、朝来市（大蔵・糸井地区）、豊岡市（日高町赤崎・日高町朝倉地区）
- 出石郡 - 豊岡市（出石地域、但東地域、神美地区）
- 気多郡 - 豊岡市（日高地域、竹野町南地区）
- 城埼郡 - 豊岡市（城崎地域、豊岡・八条・三江・田鶴野・五荘・新田・奈佐・港地区）
- 美含郡 - 美方郡香美町（香住区）、豊岡市（竹野町竹野・竹野町中地区）
- 七美郡 - 美方郡香美町（村岡区、小代区）、養父市（熊次地区）
- 二方郡 - 美方郡新温泉町

※郡名は『延喜式』による。

### 江戸時代の藩
- 出石藩：小出家（6万石→5万石→4万5千石→4万4千石）→松平（藤井）家（4万8千石）→仙石家（5万8千石→3万石）
- 豊岡藩：杉原家（2万石→2万5千石→1万石）→天領→京極家（3万5千石→1万5千石）
- 八木藩：別所家（1万5千石→北由良藩2万石）
- 清富藩：宮城家（1万3千石）
- 竹田藩：赤松家（1万5千石→所領沒收）

### 明治時代の藩
- 村岡藩：山名家（1万1千石）

## 人物

### 国司

#### 但馬守
- 山背王（藤原弟貞）：天平宝字元年（757年）任官
- 高麗福信：天平宝字7年（763年）任官
- 藤原魚名：宝亀元年（770年）任官
- 藤原刷雄：775年頃
- 藤原内麻呂：延暦15年（796年）任官
- 良岑安世：弘仁4年（813年）任官
- 藤原長岡：天長8年（831年）任官
- 春澄善縄：仁寿2年（852年）任官
- 源経基：960年頃
- 源為親：寛和2年（986年）任官
- 源国盛：永延元年（987年）任官
- 源致遠：永祚元年（989年）任官
- 高階明順：正暦4年（993年）任官
- 平生昌：長徳4年（998年）任官
- 高階明順：長保元年（999年）任官
- 源則忠：寛弘3年（1006年）任官
- 藤原朝経：寛弘4年（1007年）任官
- 大江嘉言：寛弘6年（1009年）任官
- 源頼光：1010年頃
- 源国拳：寛弘8年（1011年）任官
- 橘為義：長和5年（1016年）任官
- 源則理：1035年頃
- 橘俊綱
- 藤原顕綱
- 平正盛：天仁元年（1108年）任官
- 平経正
- 藤原忠隆：元永元年（1118年）任官
- 平忠盛：天承元年1131年任官？（平家物語に記載有り）
- 藤原隆季：長承2年（1133年）任官
  - 平重衡：1182年任官（権守）
- 源家長：建保6年（1218年）任官

#### 但馬介
- 石川広成：天平宝字2年（758年）任官
- 藤原楓麻呂：天平宝字4年（760年）任官
- 巨勢広足：天平宝字7年（763年）任官
- 源満頼
- 平有親 1224年

### 守護

#### 鎌倉幕府
- 1185年～? - 小野時広
- 1197年～1221年 - 安達親長
- 1221年～1223年 - 太田昌明（常陸房）
- 1323年～1285年 - 太田氏
- 1285年～1321年 - 太田政頼
- 1321年～1331年 - 太田氏
- 1331年～1332年 - 太田守延
- 1332年～1336年 - 太田氏

#### 室町幕府
- 1336年 - 今川頼貞
- 1336年～1338年 - 桃井盛義
- 1338年～? - 吉良貞家
- 1340年～1351年 - 今川頼貞
- 1361年～1365年 - 仁木頼勝
- 1366年～1372年 - 長氏
- 1372年～1376年 - 山名師義
- 1376年～1389年 - 山名時義
- 1389年～1390年 - 山名時熙
- 1390年～1391年 - 山名氏清
- 1392年～1433年 - 山名時熙
- 1433年～1454年 - 山名持豊
- 1454年～1458年 - 山名教豊
- 1458年～1472年 - 山名持豊
- 1472年～1499年 - 山名政豊
- 1499年～1536年 - 山名致豊

### 国人
- 垣屋氏
- 八木氏
- 太田垣氏
- 田結庄氏
- 田公氏
- 宿南氏

### 戦国大名
- 山名氏

### 織豊大名
- 宮部継潤　豊臣秀吉の側近。豊臣政権の五奉行の一人。城崎を豊岡と改め、城を改築した。このとき城下町も整備され、これが現在の豊岡の町の基礎となった。後の鳥取城城主
- 山名氏政 - 豊臣政権の大名。居城は有子山城。播磨に転封。
- 前野長康（5万3千石→11万石）
- 明石則実（2万2千石）：四国征伐の功により豊岡城に入封。文禄4年（1595年）、豊臣秀次に連座して切腹・改易。
- 小出吉政（6万石）：文禄4年（1595年）から有子山城城主。西軍についたものの、弟・小出秀政が東軍に付いたために安堵され、後に但馬出石藩初代藩主。

### 武家官位の但馬守

#### 江戸時代以前
- 室町・戦国時代足利長尾氏
  - 長尾景人：室町時代後期の武将。足利長尾氏の祖
  - 長尾定景：足利長尾氏の第2代当主
  - 長尾当長：戦国時代の上野国の武将。
  - 長尾景長：戦国時代初期の武将、画家
- その他
  - 大国実頼：安土桃山時代から江戸時代前期にかけての武将。直江兼続の弟
  - 佐野宗綱：戦国時代の武将。佐野氏第17代当主
  - 島田秀満：戦国時代の織田信長の奉行
  - 前野長康：戦国時代から安土桃山時代にかけての武将・大名。豊臣氏の家臣
  - 母里友信：安土桃山時代から江戸時代にかけての武将。「黒田節」で知られる
  - 八木豊信：戦国時代・安土桃山時代の武将。但馬国八木城主。山名四天王の1人
  - 矢沢頼康：戦国時代の武将。真田昌幸の従兄弟

#### 江戸時代
- 上野館林藩秋元家
  - 秋元泰朝：秋元家2代。総社藩藩主、甲斐谷村藩第3代藩主
  - 秋元喬知：秋元家4代。谷村藩主、武蔵川越藩主・老中
  - 秋元喬房：秋元家5代。川越藩第2代藩主
  - 秋元凉朝：秋元家7代。川越藩主、出羽山形藩初代藩主・老中
  - 秋元永朝：秋元家8代。山形藩第2代藩主
  - 秋元久朝：秋元家9代。山形藩第3代藩主
  - 秋元志朝：秋元家10代。山形藩第4代藩主、上野館林藩初代藩主
  - 秋元礼朝：秋元家11代。館林藩第2代藩主
- 出羽亀田藩岩城家
  - 岩城宣隆：第2代藩主
  - 岩城隆韶：第5代藩主
  - 岩城隆永：第9代藩主
- 近江三上藩遠藤家
  - 遠藤慶隆：遠藤家初代。美濃八幡藩初代藩主
  - 遠藤慶利：遠藤家2代。八幡藩第2代藩主
  - 遠藤胤親：遠藤家6代。近江三上藩の初代藩主
  - 遠藤胤統：遠藤家10代。三上藩第5代藩主
  - 遠藤胤城：遠藤家11代。三上藩第6代藩主。和泉吉見藩主
- 備中新見藩関家
  - 関長広：第2代藩主
  - 関長輝：第6代藩主
  - 関長道：第8代藩主
- 常陸土浦藩土屋家
  - 土屋数直：初代藩主・老中
  - 土屋陳直：第3代藩主
  - 土屋英直：第7代藩主
- 直良系越前松平家
  - 松平直良：直良系越前松平家初代。越前木本藩主、越前勝山藩主
  - 松平直常：直良系越前松平家3代。播磨明石藩第2代藩主
  - 松平直泰：直良系越前松平家5代。明石藩第4代藩主
- 大和柳生藩柳生家
  - 柳生宗矩：初代藩主。徳川将軍家の剣術師範、柳生新陰流の地位を確立
  - 柳生俊平：第6代藩主
  - 柳生俊峯：第7代藩主
  - 柳生俊則：第8代藩主
  - 柳生俊章：第10代藩主
  - 柳生俊順：第12代藩主
  - 柳生俊益：第13代藩主
- 常陸牛久藩山口家
  - 山口重政：初代藩主
  - 山口弘隆：第2代藩主
  - 山口弘豊：第4代藩主
  - 山口弘道：第6代藩主
  - 山口弘致：第8代藩主
  - 山口弘封：第9代藩主
- その他
  - 浅野長晟：備中足守藩主、紀伊和歌山藩第2代藩主、安芸広島藩初代藩主
  - 浅野宗恒：広島藩第6代藩主
  - 池田喜通：播磨福本藩第2代藩主
  - 池田徳潤：福本藩第3代藩主
  - 島津久雄：日向佐土原藩第3代藩主
  - 島津忠雅：佐土原藩第7代藩主
  - 徳川宗勝：尾張藩第8代藩主
  - 戸田氏西：美濃大垣藩第3代藩主
  - 一柳頼寿：伊予小松藩第5代藩主
  - 前田重煕：加賀藩第8代藩主
  - 松平友著：川田久保松平家初代当主
  - 松平信孝：駿河小島藩初代藩主
  - 松平信義：丹波亀山藩第7代藩主・老中
  - 毛利広豊：周防徳山藩第5代藩主

## 但馬国の合戦
- 1569年：此隅山城の戦い、織田軍（羽柴秀吉） x 山名祐豊
- 1577年：竹田城の戦い、織田軍（羽柴秀長） x 太田垣輝延（山名四天王）
- 1580年：有子山城の戦い、織田軍（羽柴秀吉） x 山名堯熙
- 1581年：但馬国人一揆、織田軍（藤堂高虎） x 但馬国人衆

## 現代的用法
但馬は、現代でも兵庫県北部を指す地域名として用いられ、但馬地域とは、具体的には豊岡市・養父市・朝来市・香美町・新温泉町の3市2町で構成される地域を表す意味で用いられるのが一般的である。
また、そのうち北部を北但（ほくたん）、南部を南但（なんたん）として二分することがある。（北但を、北但東部〈豊岡市〉、北但西部〈香美町・新温泉町〉と二分して、但馬全体を三分することもある。）北但を兵庫県北部として、南但を播磨北西部・北播磨・丹波地域と合わせて「中部」に分類する考え方もある。

### 気象予報区域
- 但馬北部：豊岡市・美方郡（香美町・新温泉町）
- 但馬南部：養父市・朝来市